# Lusitansk mytologi
Lusitansk mytologi var mytologin och religionen för de indoeuropeiska lusitanerna, befolkningen på Iberiska halvön efter ibererna men före keltibererna och under antiken den huvudsakliga befolkningen i nuvarande Portugal och västra Spanien, ett område då känt som Lusitanien.
Den lusitanska religionen var den dominerande i hela västra Iberiska halvön långt in under antiken, även om den efter den romerska erövringen gradvis smälte samman med romersk religion genom Interpretatio romana. 
Lusitansk mytologi var en polyteistisk religion. Namnet på dess gudar är fragmentariskt bevarade genom inskriptioner från den romerska tidsperioden, särskilt från Galicien. På grund av den synkretiska blandningen av lusitansk, keltisk och romersk religion har det rått en viss oklarhet vilka gudar som bör tillskrivas lusitansk eller keltoiberisk religion. 